# ThinkPad s

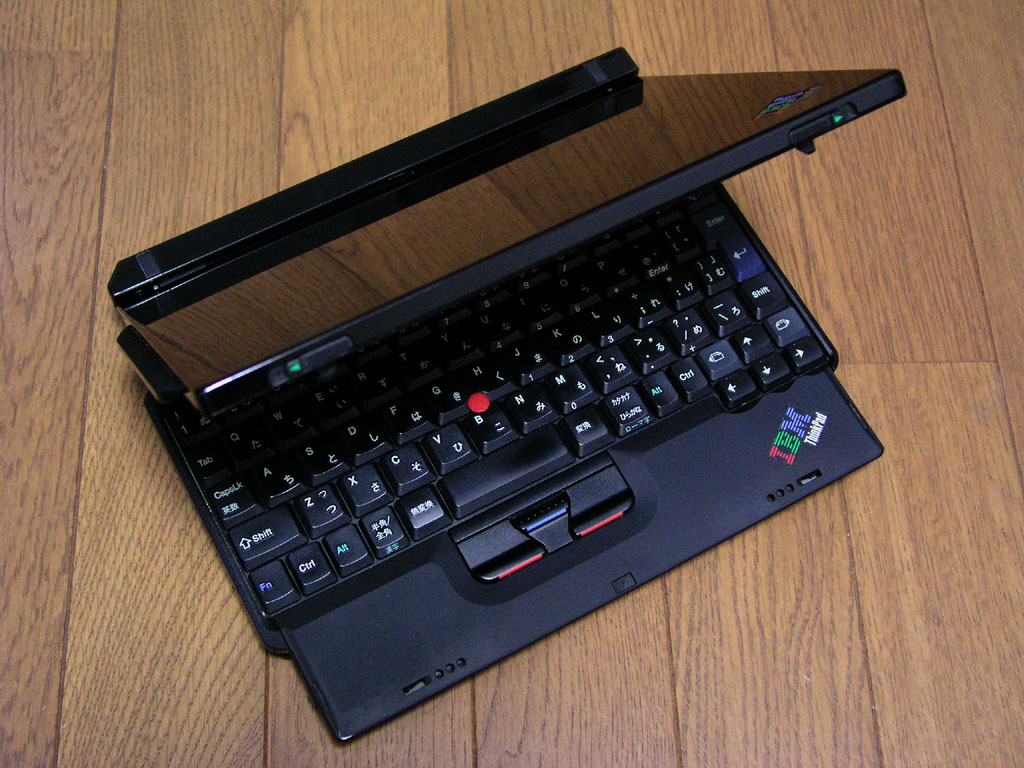
ThinkPad s30 ミラージュブラックモデル

ThinkPad sシリーズ（シンクパッド エス -）は、IBMのノートパソコン、ThinkPadブランドの一シリーズ。「s」は小文字である。
B5サイズ・リアルモバイルノートパソコンの市場規模がもともと小さく、2002年3月にsシリーズの生産終了と、Xシリーズへの統合が発表された。

## コンセプト・特徴
ThinkPad sシリーズは『リアルモバイル』をコンセプトとしており、携帯性・バッテリー稼働時間を重視した「サブノート」サイズのシリーズである。ThinkPad 240シリーズの後継と位置づけされた。
1スピンドルノートPCであり、フロッピーディスクドライブやCD-ROMドライブは外付けのオプションとなっている。

## ThinkPad s3x系
sシリーズとしては唯一であるThinkPad s3x系は、i440MXチップセット、超低電圧版Pentium III 600MHz、メモリ128MB、10.4インチXGA液晶モニター、重量は1.45kgとなっていた。
本機の一番の特徴は、コンパクトになった筐体両側からせり出した「耳」である。この部分の本体側にはフルサイズキーが配置されたキーボードが収まり、液晶ベゼル側には無線LANアンテナが収まっている（無線LANモデルのみ）。
また、ThinkPadとして初めて「ミラージュブラック天板」モデルがラインナップされ、それを磨くための東レ製のクリーニングクロスが付属していた。同様のミラージュブラック天板を採用したUSB接続のCD-ROMドライブとフロッピーディスクドライブもオプション機器として発表された。なお、ミラージュブラック天板は本モデルと、のちに発売される「ThinkPad 10th Anniversary Limited Edition」のThinkPad X30のみでしか採用されなかったため、ThinkPad s30も10周年記念モデルのひとつと勘違いされるケースがまれにあるが、本モデルが発売されたのは8年目なので全く関係がない。
基本的にレガシーデバイス・コネクターは排除されており、マウスやプリンタ、フロッピーディスクドライブ、CD-ROMドライブはUSB接続となる。
PCカードスロットだけでなく、TypeIIのCFカードスロットが搭載されており、P-in comp@ctやCard H" petitなどの通信デバイスを内蔵することができる。
各モデルの違いは主に以下の点である。
- 天板。ミラージュブラック天板とフラットブラック天板モデルがある
- キーボード。EZボタンの有無などに差がある
- 「有線LAN+IEEE 1394」 or 「無線LAN」。miniPCIが1スロットのため排他である
- HDDの容量。s30は20GB、s31は15GB/30GBになっている
- 搭載されているOS。Windows Me、Windows 2000、Windows XP Home Editionのラインナップがある
- 付属品。CD-ROMドライブやオプションメモリなどがセットになっている場合がある。

### i Series s30
家庭向けモデルとして2001年5月23日発表。i Series 1124の後継とされ、OSはWindows Meがプリインストールされた。ThinkPadとして初めて「ミラージュブラック天板」が搭載された。
- 2639-43J （Windows Me、ミラージュブラック天板、有線LAN+IEEE 1394）
- 2639-4AJ （Windows Me、ミラージュブラック天板、無線LAN）

2001年6月27日、従来モデル同様のフラットブラック天板モデルの追加が発表され、同7月6日から販売開始した。なおフラットブラック天板モデルもバッテリーは共通のため、バッテリー部分のみミラージュブラックになっており、同様にクリーニングクロスは付属している。
- 2639-45J （Windows Me、フラットブラック天板、有線LAN+IEEE 1394）
- 2639-4RJ （Windows Me、フラットブラック天板、無線LAN）

2001年8月28日、2639-4RJ/45Jをベースとしたキットモデルを発表。同年8月31日から販売。
- 2639-457 （2639-45Jと05K9276(FDドライブ)と14P6709(CD-ROMドライブ)のセット）
- 2639-4R7 （2639-4RJと05K9276(FDドライブ)と14P6709(CD-ROMドライブ)のセット）

### s30
ビジネス向けモデルとして2001年6月27日、発表・発売された。プリインストールOSはWindows 2000 Professional。天板はフラットブラック塗装とされた。この２モデルのみ、キーボードのEZボタン（ブラウザ・検索・メールのワンタッチ起動）がなく、ボリューム操作のボタンになっている。
- 2639-42J （Windows 2000、フラットブラック天板、有線LAN+IEEE 1394）
- 2639-4WJ （Windows 2000、フラットブラック天板、無線LAN）

2001年8月23日、Customer's Choiceプログラムとして、2639-4WJにパナソニック製CD-R/RWドライブとIBM製フロッピーディスクドライブをバンドルしたキットモデル を発表。同年8月27日から限定500台のみの販売。
- 2639-4W7 （2639-4WJと05K9276(FDドライブ)と32L9508(CD-ROMドライブ)のセット）

2001年10月15日、Customer's Choiceプログラムとして、2639-42Jにパナソニック製CD-R/RWドライブとIBM製フロッピーディスクドライブをバンドルしたキットモデル を発表。同年10月22日から販売。前回とは違い、数量の限定は定義されていない。
- 2639-427 （2639-42Jと05K9276(FDドライブ)と32L9508(CD-ROMドライブ)のセット）

2001年10月24日、i Series s30とs30が統合され、Windows XP Home Editionがプリインストールされたモデルが発表された。同年11月2日より販売開始。キーボードはi Series s30と同じくEZボタン搭載のものである。
- 2639-R3J （Windows XP、ミラージュブラック天板、有線LAN+IEEE 1394）
- 2639-RAJ （Windows XP、ミラージュブラック天板、無線LAN）
- 2639-R5J （Windows XP、フラットブラック天板、有線LAN+IEEE 1394）
- 2639-RRJ （Windows XP、フラットブラック天板、無線LAN）

2002年2月13日、無線LANモデルの2639-4WJにCard Bus型の有線LANアダプタをセットにしたキットモデルを発表。同年2月27日から販売。
- 2639-4W2 （2639-4WJと25L4855(Card BUS型の有線LANアダプタ)のセット）

2002年2月15日、Windows XP Home Editionがプリインストールされた4モデルにメモリを増設したメモリーカスタマイズモデルを発表。同年2月19日より販売。メモリーは空きスロットに装着済みの状態で出荷される。
- 2639-CM1 （2639-R3Jと20L0255(メモリ128MB)のセット）
- 2639-CM2 （2639-RAJと20L0255(メモリ128MB)のセット）
- 2639-CM3 （2639-R5Jと20L0255(メモリ128MB)のセット）
- 2639-CM4 （2639-RRJと20L0255(メモリ128MB)のセット）

### s31
2001年末頃、韓国、台湾、香港、など日本以外のアジア地域で販売された。市場状況を考慮して無線LAN搭載モデルはラインアップされていない。フラットブラック天板モデルもラインナップされず、ミラージュブラック天板のみである。s30からs31へ数字が増えてはいるが、基本的にはis30と統合したあとのs30の各モデル（2639-RAJ/2639-R5J）とHDD容量とキーボードの言語以外は同等である。IBMのメンテナンスマニュアルの英語版では2639-R3J/2639-RAJ/2639-R5J/2639-RRJもs31として記載しているが、前述のようにこれらは日本ではs30として販売されている。
- 2639-53A （Windows XP、ミラージュブラック天板、有線LAN+IEEE 1394、HDD15GB）AP SOUTH、ASEAN（英語）
- 2639-53H （Windows XP、ミラージュブラック天板、有線LAN+IEEE 1394、HDD15GB）香港（英語）
- 2639-53B （Windows XP、ミラージュブラック天板、有線LAN+IEEE 1394、HDD15GB）香港（繁体字中国語）
- 2639-54T （Windows XP、ミラージュブラック天板、有線LAN+IEEE 1394、HDD30GB）台湾（繁体字中国語）[18]

- 2639-54K （Windows XP、ミラージュブラック天板、有線LAN+IEEE 1394、HDD30GB）韓国

### 英語キーボードへの交換
IBMのPC DOCKで「英語キーボード換装サービス」を受けられるため、正規のサポートを受けられる形で英語キーボードへ改装することが可能である。

### USBメモリからのブート
s30は純正オプションのUSB CD-ROMドライブと純正オプションのUSBフロッピーディスクドライブ以外のデバイスからの起動について保証されていない。USBメモリに関しては、一部のUSBメモリはBIOS上で「Removable Devices」として認識され、このように認識されるデバイスについては、HP Drive Key Boot Utilityなどを利用することでUSBメモリからの起動ができる。また、BIOS上で「Hard Drive」として認識されるUSBメモリもあり、これらはHP USB Disk Storage Format Toolなどを利用することでUSBメモリからの起動ができる。多くのUSBメモリはこのどちらでもなく、BIOS上で認識されず、USBメモリからのブートに用いることはできない。この認識の違いなどについて、IBMから公表されている情報はない。

### 使用上の注意
同時期に販売された他PCと比べて劣っていたわけではないが、s30系と同程度の携帯性を備えた後継モデルがしばらく発売されなかったこともあり、部品交換を繰り返し、長期間にわたり使用しようとするユーザが多いことも特徴の一つである。そのため、省電力性を重視するために低価格ノートPC向けチップセットであるi440MXを採用していることにまつわる不満の声が散見される。
- 小型化のため、CPUがシステムボードに直付けされており、容易に交換することができない構造になっている。
- 搭載しているi440MXチップセットの仕様上、メモリの最大認識容量が256MBであるため、とくにWindows XPでは重い処理を実行する場合の足枷となった。
- Windows XPでメモリを256MBに増設すると、オーディオドライバーが不安定になりパフォーマンスが低下する不具合がある。メモリーページサイズを固定することで解決できる旨がIBMから公開されている[23]。
- 搭載しているi440MXチップセットの仕様上、HDDとの接続がUltra ATA/33のため、SSDへ交換をしてもあまり体感できない[24]。
- BIOSに所謂「128GiB(約137GB)の壁」の問題があり、137GBを超えるHDDを搭載しても全領域を認識できない。
- 搭載しているi440MXチップセットの仕様上、有線LANと無線LANの両方を搭載しているモデルが存在しない。両環境を使い分けるためにはキットモデル2639-4W2のように別途PCカードやUSB接続の外部アダプタを使用する必要がある[25]。のちに発売されるThinkPad X22などでは、有線LAN機能を持つIntel 830MPチップセットを採用することで両方を搭載している[26]。
- 左側の電源コネクタ付近のUSBポートが破損しやすい[21]。
- 酷使によりクリックボタンのクリック感がなくなることがある。ボタンの中のラバードームの破れることで発生する。[要出典]